# 長柄村 (千葉県)
長柄村（ながらむら）は、千葉県長生郡（長柄郡）にかつて存在した村である。現在の長柄町の北部に位置している。
現在の長柄町は、1955年の新設合併によって誕生したもので、町役場は旧日吉村に置かれており、本村とは異なる自治体である。

## 沿革
- 1889年（明治22年）4月1日 - 町村制施行により味庄村、舟木村、上野村、長柄山村、山之郷村、中野台村、山根村、千代丸村、六地蔵村、皿木村、国府里村、力丸村が合併して長柄郡上長柄村（かみながらむら）が発足。
- 1897年（明治30年）
  - 4月1日 - 長狭郡、上埴生郡が統合されて長生郡となる。
  - 6月4日 - 上長柄村が長柄村に改称。
- 1955年（昭和30年）4月29日 - 日吉村、水上村と合併し、長柄町を新設。同日長柄村廃止。

## 交通

### 道路
- 茂原街道

## 名所・旧跡
- 眼蔵寺
- 飯尾寺